# Gonzalo Peillat
Gonzalo Peillat (12 de agosto de 1992) é um jogador de hóquei sobre a grama. Nascido na Argentina, ele representa a Alemanha em nível internacional. Ele já jogou pela seleção nacional de seu país de nascimento. Em 2015, Peillat foi premiado com o prêmio FIH 2014 Rising Star of the Year.
Ele encerrou sua carreira na Argentina com um total de 153 jogos e 176 gols. Ele representou a Argentina no hóquei de campo de 2011 a 2018 antes de mudar sua lealdade para a Alemanha em 2022.

## Carreira nos clubes
Peillat jogou pelo Club Ferrocarril Mitre na Argentina até a Copa do Mundo de 2014. Após este torneio, ele queria melhorar seu jogo, então se transferiu para a Holanda para jogar pelo HGC. Durante as férias de inverno holandesas de 2014, ele jogou sua primeira temporada na Hockey India League pelo Kalinga Lancers e na Hockey India League de 2015 jogou pelo Uttar Pradesh Wizards. Depois de se tornar o artilheiro na temporada holandesa de 2015-16 da hoofdklasse com 33 gols, ele se transferiu para o clube alemão Mannheimer HC. Nas férias de inverno alemãs de 2016 e 2017, ele jogou novamente pelo Uttar Pradesh Wizards na Hockey India League de 2016 e 2017. Nas férias de inverno de 2018, quando não havia Hockey India League, ele jogou na Malaysia Hockey League pelo Terengganu Hockey Team. Em abril de 2018, ele renovou seu contrato com o Mannheim por mais três anos até 2021. Ele também participou da liga de hóquei da primeira divisão em Bangladesh pelo Mohameddan Sporting Club.

## Carreira internacional

### Argentina
Ele fez parte do time argentino que emergiu como vice-campeão da Nova Zelândia na final da Copa Sultan Azlan Shah de 2012. Ele foi incluído no time argentino de hóquei em campo para as Olimpíadas de Verão de 2012 e também fez sua estreia olímpica durante as Olimpíadas de Londres de 2012. Ele foi o artilheiro da Argentina durante a competição masculina de hóquei em campo durante as Olimpíadas de Verão de 2012 com uma contagem de quatro gols e a Argentina saiu da competição com um décimo lugar. Ele foi o artilheiro do Campeonato Pan-Americano Masculino Júnior de 2012 com 15 gols e a Argentina acabou conquistando o título ao derrotar o Canadá na final. Ele foi um membro-chave do time argentino que venceu a Copa Pan-Americana Masculina de 2013 e marcou um hat-trick na final da competição contra o Canadá e marcou todos os quatro gols na final pela Argentina, que venceu a final por 4 a 0. Ele também foi o artilheiro da Argentina na Copa do Mundo Júnior de Hóquei Masculino de 2013, com quatro gols. Ele foi membro do time argentino que venceu o Campeonato Sul-Americano de Hóquei Masculino de 2013.
Ele foi nomeado para a seleção argentina para a Copa do Mundo de Hóquei Masculino FIH de 2014 e também marcou sua primeira aparição na Copa do Mundo de Hóquei FIH. Ele foi uma peça vital da seleção argentina de hóquei que terminou em terceiro lugar na Copa do Mundo de Hóquei Masculino de 2014, que continua sendo o melhor desempenho da Argentina até o momento em uma única edição da Copa do Mundo de Hóquei Masculino FIH. Ele marcou o único gol da Argentina durante a derrota na semifinal para a Austrália por 5 a 1 e a Argentina conquistou sua primeira medalha na Copa do Mundo ao derrotar a Inglaterra por 2 a 0 no play-off do terceiro lugar durante a campanha da Copa do Mundo de 2014. Ele terminou a Copa do Mundo de Hóquei de 2014 como o artilheiro do torneio com 10 gols. Ele fez parte da seleção argentina que se classificou para as quartas de final do Troféu dos Campeões de Hóquei Masculino de 2014.
Ele foi um membro-chave da seleção argentina que conquistou a medalha de ouro na competição masculina de hóquei em campo durante os Jogos Sul-Americanos de 2014 e também foi o artilheiro da competição com uma contagem de 16 gols. Ele foi o artilheiro da Final da Liga Mundial de Hóquei Masculino da FIH de 2014-15 com 8 gols. Ele foi um membro crucial da seleção argentina que conquistou a medalha de ouro no torneio masculino de hóquei em campo nos Jogos Pan-Americanos de 2015 e também foi o artilheiro da competição com uma contagem de 14 gols.
Ele foi nomeado para o time argentino de hóquei em campo para as Olimpíadas de Verão de 2016 e marcou sua segunda aparição olímpica com as cores da Argentina. Ele marcou um hat-trick na vitória da Argentina sobre a atual campeã olímpica Alemanha durante a semifinal do torneio masculino de hóquei em campo das Olimpíadas de Verão de 2016, o que ajudou a Argentina a se classificar para a final da competição. Todos os seus três gols vieram do escanteio de pênalti no primeiro tempo da partida, quando a Argentina derrotou a favorita Alemanha por 5 a 2 na semifinal para marcar uma grande final com a Bélgica. Ele também marcou um gol na final do torneio olímpico de hóquei e a Argentina derrotou a Bélgica por 4 a 2 para conquistar a medalha de ouro do hóquei olímpico pela primeira vez. Ele foi considerado o artilheiro do torneio masculino de hóquei em campo nas Olimpíadas de Verão de 2016 com 11 gols. Ele foi um membro integrante do time argentino que emergiu como vice-campeão da Austrália na Final da Liga Mundial de Hóquei Masculino da FIH de 2016–17 e foi o artilheiro da Argentina durante a Liga Mundial de Hóquei Masculino da FIH de 2016–17 com três gols. Ele fez parte do time argentino que venceu a Copa Pan-Americana Masculina de 2017 e foi o artilheiro da competição ao lado do também jogador argentino Matías Paredes com sete gols.
Ele foi o artilheiro da Copa Sultan Azlan Shah de 2018 com 8 gols e foi um membro vital da seleção argentina que garantiu o terceiro lugar durante a competição. Durante a partida de abertura da Copa Sultan Azlan Shah de 2018 entre Argentina e Índia, ele marcou um hat-trick que selou o acordo para a Argentina em um encontro acirrado onde a Argentina venceu por 3–2. Ele também foi o artilheiro do Troféu dos Campeões de Hóquei Masculino de 2018 com uma contagem de 6 gols. Ele fez parte do time argentino que emergiu como vice-campeão da Alemanha no Masters de Hóquei Masculino de Düsseldorf de 2018 e foi o artilheiro do torneio pela Argentina ao lado de Martin Ferreiro com dois gols. Ele foi o maior artilheiro da Argentina durante a Copa do Mundo de Hóquei Masculino da FIH de 2018 com 6 e também foi o segundo maior artilheiro durante o torneio, atrás apenas de Blake Govers e Alexander Hendrickx, com 7 gols. Ele também marcou dois gols na derrota da Argentina para a Inglaterra no confronto das quartas de final da Copa do Mundo de Hóquei de 2018, que foi sua última aparição internacional com as cores da Argentina. A Argentina saiu do torneio com um sétimo lugar.
Ele criticou publicamente o estado do hóquei na Argentina, especialmente após a campanha da Argentina na Copa do Mundo de 2018. Ele também apontou alegações sobre favoritismo e política de jogadores na seleção de times e falta de paixão no hóquei argentino. Ele, ao lado do colega jogador de hóquei Joaquín Menini, identificou as brechas no hóquei argentino, destacando especialmente como o jogo era administrado no país. Também surgiram relatos sobre uma rixa entre Peillat e o então capitão argentino Agustín Mazzilli durante a Copa do Mundo de Hóquei Masculino da FIH de 2018 e as tensões se agravaram ainda mais com a derrota chocante da Argentina para a Inglaterra por 2 a 3 nas quartas de final, que acabou encerrando a campanha da Argentina na Copa do Mundo. Peillat, junto com Menini, logo decidiu se afastar do hóquei argentino, devido a ambos serem ignorados principalmente pela fraternidade argentina do hóquei. Ele também teria se envolvido em uma disputa com o técnico argentino German Orozco em janeiro de 2019 e, como resultado, Peillat tirou uma folga da seleção argentina.

### Alemanha
No final de fevereiro de 2022, Peillat adquiriu a cidadania alemã e seu técnico da seleção nacional, André Henning, pediu permissão à Federação Internacional de Hóquei para que ele fizesse parte do time. Em 7 de março de 2022, Peillat foi listado pela primeira vez como um jogador alemão para competir na Pro League Series 2021-2022. Ele fez sua estreia internacional com as cores da Alemanha em 26 de março de 2022 contra a Espanha durante a FIH Pro League Masculina de 2021-22.
Ele estrelou a dramática vitória da Alemanha contra o time número 1 do mundo, a Austrália, durante as semifinais da Copa do Mundo de Hóquei FIH de 2023, marcando um hat-trick no segundo tempo da partida para ajudar a Alemanha a se classificar para a final do torneio. A Alemanha estava perdendo por 2 a 0 na metade do caminho, mas acabou derrotando a Austrália, apesar do hat-trick de gols de Peillat, e o tempo regulamentar da partida terminou com a Alemanha vencendo a disputa acirrada por 4 a 3 no final do quarto período. Peillat marcou nos escanteios de pênalti aos 43, 52 e 59 minutos da semifinal para surpreender a Austrália e ajudar a Alemanha a chegar à sua quarta final de Copa do Mundo de Hóquei. Nos Jogos Olímpicos de Verão de 2024, em Paris, conquistou a medalha de prata no torneio masculino do hóquei sobre a grama, após confronto na final contra a equipe holandesa, que venceu nos pênaltis.